# دوندرا

دوندرا هي بلدة تقع في أقصى جنوب سريلانكا بالقرب من ماتارا في المقاطعة الجنوبية.